# Tel-Dan-Inschrift

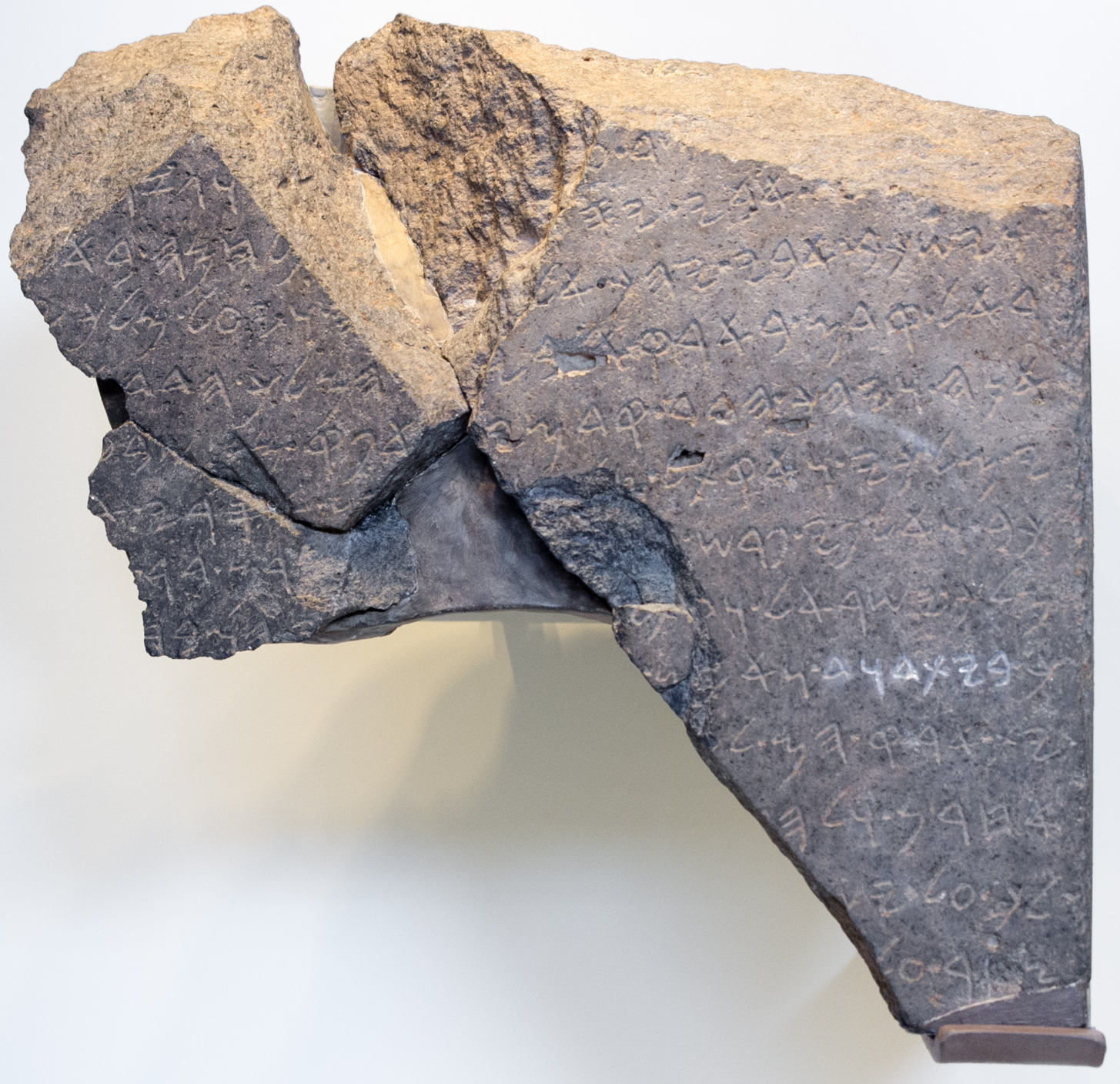
Tel-Dan-Inschrift. Die Erwähnung des „Hauses David“ findet sich in der 9. Zeile (weiß nachgezeichnet)

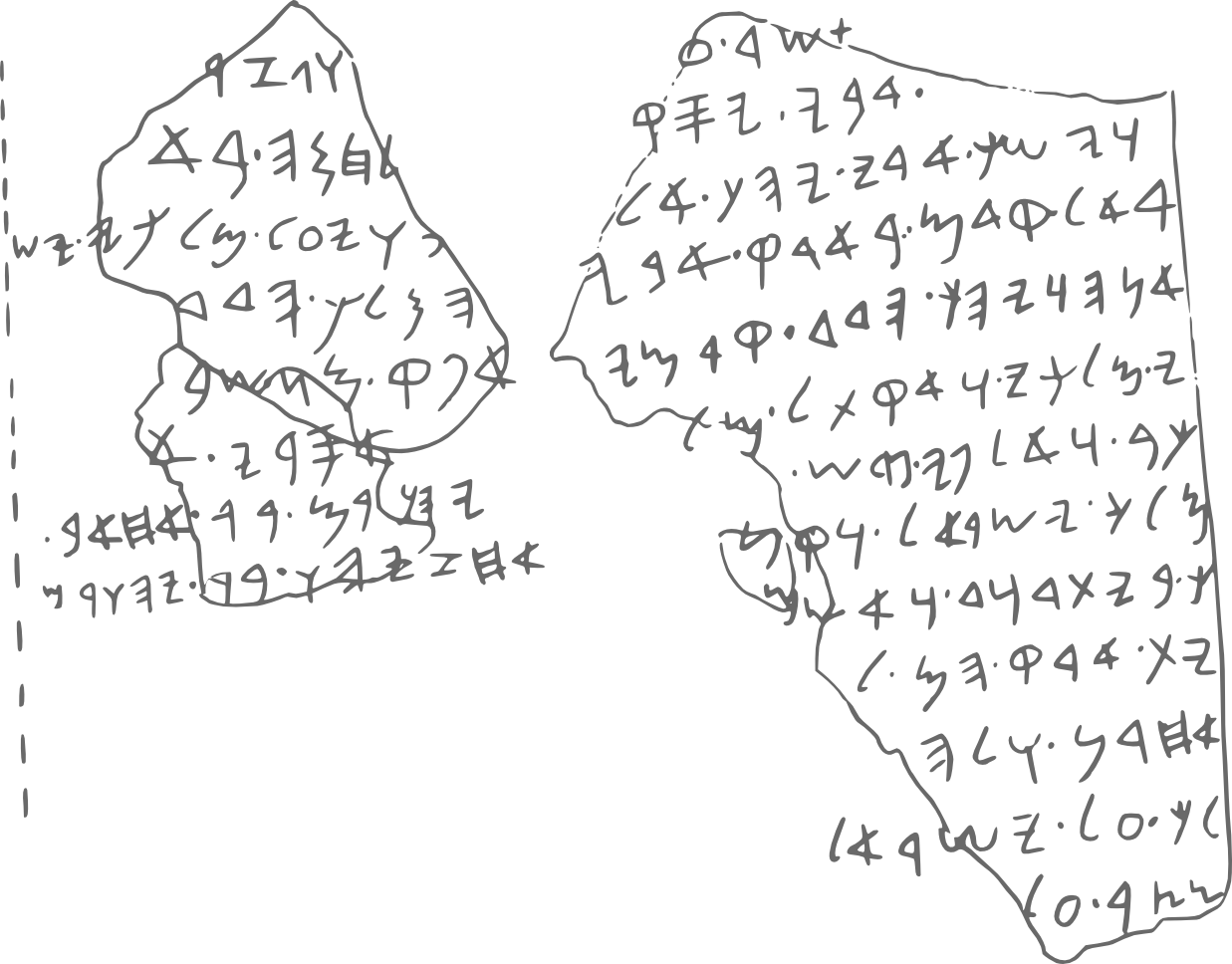
Tel-Dan-Inschrift. Die Erwähnung des „Hauses David“ findet sich in der 9. Zeile

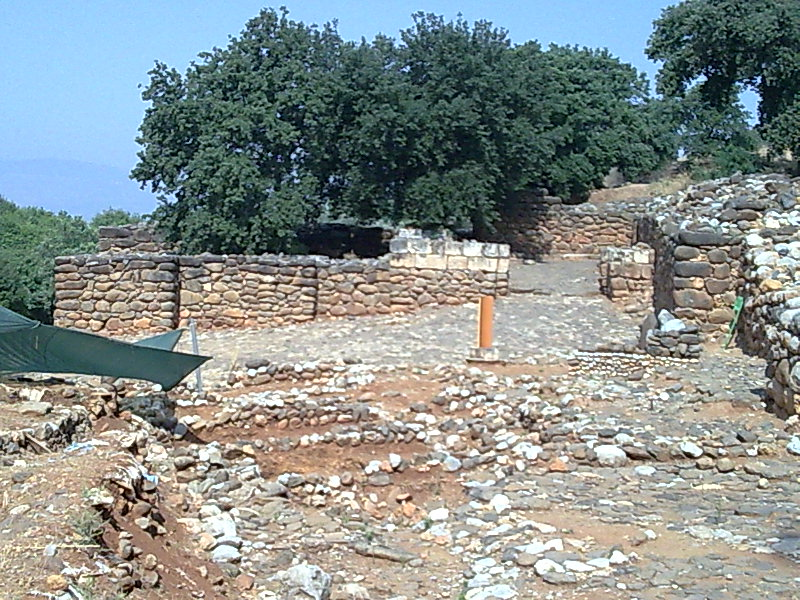
Tel Dan

Die Tel-Dan-Inschrift (hebräisch כְּתוֹבֶת תֵּל דָּן Ktōvet Tel Dan), in der Literatur auch „Haus-David“s-Inschrift (hebräisch כְּתוֹבֶת בֵּית דָּוִד Ktōvet Bejt Dawid) genannt, ist eine Inschrift in aramäischer Sprache zur Erinnerung an den Sieg eines aramäischen Königs über die Reiche Israel und Juda, die sich auf Fragmenten einer schwarzen Basalt-Stele, gefunden in Tel Dan, findet. Der Basaltstein mit Inschrift ist im Israel-Museum in Jerusalem zu sehen.

## Archäologische Entdeckung
Die Stele wurde bei Grabungen unter Avraham Biran auf Tel Dan (arab. Tell el-Qadi) entdeckt, wo sich im Altertum die Stadt Dan befand – der nördlichste Punkt des antiken Israel. Fragment A wurde im Juli 1993 gefunden, die Fragmente B1 und B2, welche zusammengehören, im Juni 1994. Möglicherweise gibt es auch eine Verbindung zwischen den Fragmenten A und B1/2. Diese These ist jedoch umstritten.

## Datierung
Die Inschrift in althebräischer Schrift wird in das 9. oder 8. vorchristliche Jahrhundert datiert. Die Begrenzung durch das 8. Jahrhundert v. Chr. ergibt sich aufgrund der darüberliegenden Zerstörungsschicht, die auf die assyrische Eroberung 733/732 v. Chr. zurückgeht. Da diese Schicht oberhalb des Stratums, in welcher sich die Inschrift befand, liegt, ist klar, dass die Zerstörung nach Errichtung der Stele und ihrer späteren baulichen Wiederverwertung anzusetzen ist. Eine exaktere Datierung dieser Vorgänge ist jedoch kaum möglich.

## Historische Einordnung
Zwar erscheint der Name des Verfassers auf den erhaltenen Fragmenten der Stele nicht, doch handelt es sich höchstwahrscheinlich um einen König des benachbarten Aramäerstaates von Damaskus. Sprache, Zeit und Ort der Errichtung machen es wahrscheinlich, dass es sich beim Autor um Hasaël oder seinen Sohn Bar-Hadad (Ben Hadad) handelt.
Obwohl nur Teile der Inschrift erhalten geblieben sind, hat sie innerhalb der Biblischen Archäologie für großes Aufsehen gesorgt. Die Aufmerksamkeit richtet sich vor allem auf den Ausdruck 'ביתדוד' – „Haus David“. Sollte diese Lesung korrekt sein, wäre dies der erste archäologische Beleg für die Nennung eines David. Ob es sich bei dieser Nennung um den biblischen David handelt, muss vorerst offenbleiben. Einige Forscher sind der Meinung, dass der Ausdruck „Haus David“ auch in einem teilweise zerbrochenen Abschnitt der Mescha-Stele erscheint. Die Stele ist historisch keinesfalls ein Beweis für ein Vereinigtes Königreich Israel und Juda unter dem biblischen König David. Sie kann aber als Hinweis auf die Existenz einer „Dynastie Davids“ im 9./8. Jahrhundert v. Chr. gesehen werden, deren Herrschaftsgebiet in der Inschrift nicht erwähnt wird.
Die Zeichen רם.בר (... ram bar (Zeile 7) – ...ram Sohn) und יהו.בר (...jahu bar (Zeile 8) – ...jahu Sohn) auf Fragment B lassen auf Joram von Israel und Ahasja von Juda schließen, von deren Krieg 845 v. Chr. gegen Hasael 2Kön 8,28 berichtet.

## Text
| hebräischer Text | Transkription | Übersetzung |
| --- | --- | --- |
| 1. [… א]מר . ע[דא …]וגזר[…] 2. [ב]ר[ה]דד . אבי . יסק[ . עלוה . בה]תלחמה . בא[…] 3. וישכב . אבי . יהך . אל[ . אבהו]ה . ויעל . מלך י[ש] 4. ראל . קדם . בארק . אבי[ . ו]יהמלך . הדד [.] א[יתי .] 5. אנה . ויהך . הדד . קדמי [. ו]אפק . מן . שבע[ת . …] 6. י . מלכי . ואקתל . מל[כן . שב]ען . אסרי . א[לפי . ר] 7. כב . ואלפי . פרש . [וקתלת . אית . יו]רם . בר . [אחאב .] 8. מלך . ישראל . וקתל[ת . אית . אחז]יהו . בר [. יורם . מל] 9. ך . בית דוד . ואשם . [… . ואהפך . א] 10. ית . ארק . הם . ל[ישמן …] 11. אחרן . ולה [… ויהוא . מ] 12. לך . על . יש[ראל . … ואשם .] 13. מצר . על[ . …] | 1. [… ʼ]mr . ʻ[dʼ …]wgzr[…] 2. [b]r[h]dd . ʼbj . jsq[ . ʻlwh . bh]tlḥmh . bʼ[…] 3. wjškb . ʼbj . jhk . ʼl[ . ʼbhw]h . wjʻl . mlk j[ś] 4. rʼl . qdm . bʼrq . ʼbj[ . w]jhmlk . hdd [.] ʼ[jtj .] 5. ʼnh . wjhk . hdd . qdmj [. w]ʼpq . mn . šbʻ[t . …] 6. j . mlkj . wʼqtl . ml[kn . šb]ʻn . ʼsrj . ʼ[lpj . r] 7. kb . wʼlpj . prš . [wqtlt . ʼjt . jw]rm . br . [ʼḥʼb .] 8. mlk . jśrʼl . wqtl[t . ʼjt . ʼḥz]jhw . br [. jwrm . ml] 9. k . bjt dwd . wʼśm . [… . wʼhpk . ʼ] 10. jt . ʼrq . hm . l[jšmn …] 11. ʼḥrn . wlh [… wjhwʼ . m] 12. lk . ʻl jś[rʼl . … wʼśm .] 13. mṣr . ʻl[ . …] | 1. […] 2. [Be]n[ha]dad, mein Vater kam [(und) zog hinauf um] mit ʼ[…] zu [k]ämpfen. 3. Und mein Vater legte sich nieder und ging zu seinen [Vätern]. Und der König von Is4rael 3 zog 4. damals 3 hinauf 4 in das Land meines Vaters. [Und] Hadad machte 5mich 4zum König. 5. Und Hadad ging vor mir her [und] ich ging von den siebe[n …] 6. […] und ich tötete [sie]ben Kön[ige], die ta[usend Wa]7gen 6eingespannt hatten, 7. und tausend Reitpferde. [Und ich tötete Jo]ram, den Sohn des [Ahab], 8. den König von Israel und [ich] töte[te Ahas]ja, den Sohn[ Jorams, des Köni]9gs 9. des Hauses David. Und ich legte […] 10. ihr Land [in Trümmer] 11. [… und Jehu, den K]12önig 12. über Is[rael … Und ich] 13. belagerte […] |